# Ardanuç
Ardanuç là một huyện thuộc tỉnh Artvin, Thổ Nhĩ Kỳ. Huyện có diện tích 989 km² và dân số thời điểm năm 2007 là 11948 người, mật độ 12 người/km².